# Susan Backlinie
Sussan Backlinie, ameriška igralka in trenerka živali, * 1. september 1946 Miami, Florida, ZDA, † 11. maj 2024, Ventura, Kalifornija, ZDA.                                                                                                                                                          
Backlinie je zelo znana po tem, da je nastopila v filmu Žrelo 1, kot Chrissie Watkins, ki v filmu postane prva smrtna žrtev napada morskega psa. Igrala je tudi v filmih Dan živali (1977), 1941 (1979) in The Great Muppet Caper (1981). Poleg igralke, je tudi kaskaderka in trenerka živali, specializirana za podvodno fotografiranje.